# Campeonatos Regionales del Perú

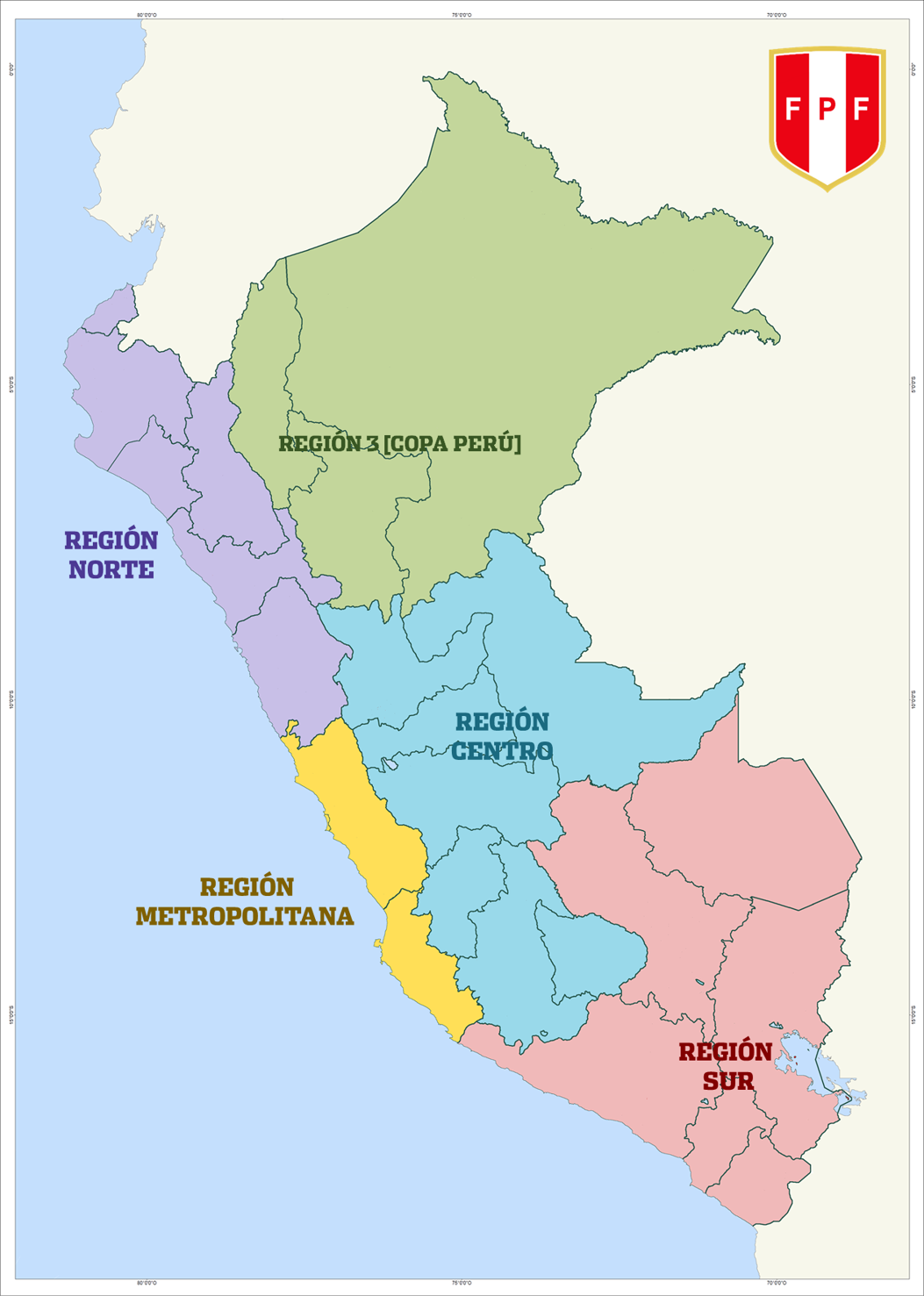
División de los Campeonatos Regionales de Primera División (1984-1988)

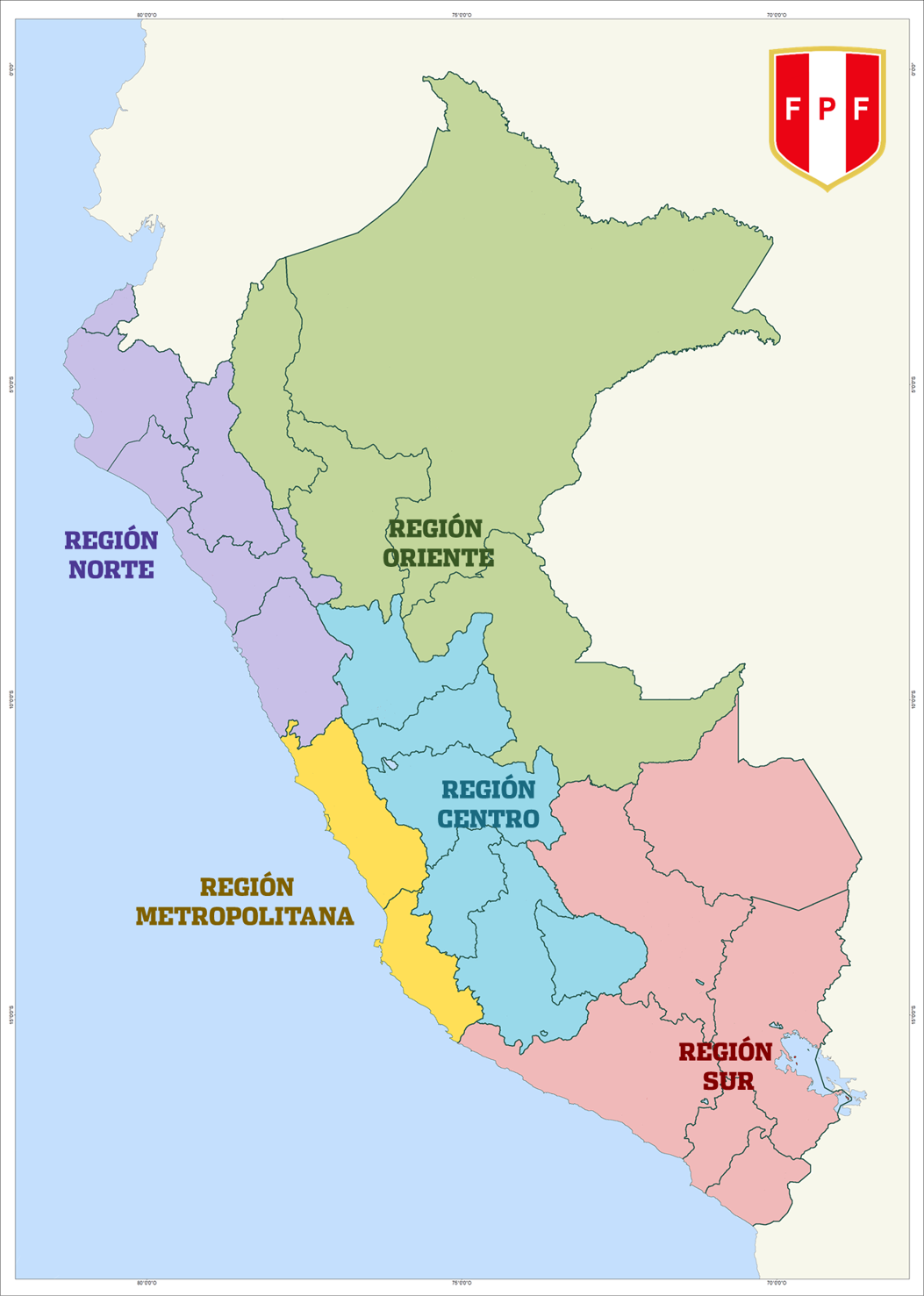
División de los Campeonatos Regionales de Primera División (1989-1991)

Fue una sucesión de torneos, disputados en territorio peruano desde 1984 hasta 1991, año en que fue reemplazado por el Campeonato Descentralizado de 16 equipos. Bajo este sistema, muchos equipos amateurs, fueron elevados a la categoría de profesionales, haciendo de un gran número de equipos la primera división del Perú. Este sistema entró en descrédito cuando se comprobó que en el Torneo de la Región Centro muchos resultados eran imaginados en vez de ser jugados.

## Historia y sistema de competición
Hasta 1989, se reconocían cuatro regiones (Norte, Sur, Centro y Metropolitana); pero en ese año se creó la quinta región, Oriente, que agrupó a todos los equipos provenientes de los departamentos de la Amazonía que sólo tenían opción a ascender mediante la devaluada Copa Perú de 1984 a 1988.
El sistema era muy complejo, el torneo se dividía en dos grandes partes:
- La primera parte del torneo se componía de los cuatro (o cinco) torneos regionales existen, donde los mejores de cada región y los equipos clasificados a través de play-offs (contra equipos de otras regiones) jugaban un sistema de eliminación directa a partidos de ida y vuelta hasta la final. El ganador de este torneo era el primer clasificado a la Copa Libertadores del año siguiente.

- La segunda parte, los mismos equipos clasificados jugaban un torneo muy parecido al Campeonato Descentralizado actual, pero divididos en grupos. Los mejores de cada grupo pasaban a un Grupo Final que decidía al otro campeón de año. El ganador también se clasificaba a la Copa Libertadores.

- Ambos campeones del año se enfrentaban en una final (sea con ida y vuelta o partido único, eso se definía por la Federación Peruana de Fútbol) para saber al campeón y subcampeón de aquel año.

Estas reglas se mantuvieron durante los primeros años, aunque a partir de 1989, los clasificados para el Torneo Descentralizado se conseguían tras una segunda ronda de regionales.

## Lista de campeones por región

### Región Metropolitana
| Temporada | Campeón                   | Subcampeón            | Tercero                   | Cuarto                    |
| --------- | ------------------------- | --------------------- | ------------------------- | ------------------------- |
| 1984      | Universitario de Deportes | Alianza Lima          | Sporting Cristal          | Sport Boys                |
| 1985      | Alianza Lima              | Deportivo Municipal   | CNI                       | Universitario de Deportes |
| 1986      | Sporting Cristal          | Alianza Lima          | Deportivo San Agustín     | Deportivo Municipal       |
| 1987      | Universitario de Deportes | Unión Huaral          | Deportivo San Agustín     | Sporting Cristal          |
| 1988-GA   | Universitario de Deportes | Deportivo San Agustín | Sporting Cristal          | AELU                      |
| 1988-GB   | Unión Huaral              | Octavio Espinosa      | Deportivo Municipal       | Alianza Lima              |
| 1989-I    | Alianza Lima              | Sporting Cristal      | Unión Huaral              | Defensor Lima             |
| 1989-II   | Universitario de Deportes | Sporting Cristal      | Unión Huaral              | Alianza Lima              |
| 1990-I    | Universitario de Deportes | Alianza Lima          | Unión Huaral              | Sport Boys                |
| 1990-II   | Alianza Lima              | Sport Boys            | Universitario de Deportes | Unión Huaral              |
| 1991-I    | Sporting Cristal          | Sport Boys            | Alianza Lima              | Universitario de Deportes |
| 1991-II   | Universitario de Deportes | Sport Boys            | Sporting Cristal          | Defensor Lima             |

### Región Norte
| Temporada    | Campeón            | Subcampeón           | Tercero              | Cuarto             |
| ------------ | ------------------ | -------------------- | -------------------- | ------------------ |
| 1984         | Atlético Torino    | Sport Pilsen         | UTC                  | Carlos A. Mannucci |
| 1985         | Carlos A. Mannucci | Los Espartanos       | UTC                  | Sport Pilsen       |
| 1986         | UTC                | Hungaritos Agustinos | Atlético Grau        | Los Espartanos     |
| 1987         | Carlos A. Mannucci | UTC                  | Hungaritos Agustinos | Atlético Grau      |
| 1988         | Alianza Atlético   | UTC                  | Carlos A. Mannucci   | Atlético Grau      |
| 1989-I       | Alianza Atlético   | Juan Aurich          | UTC                  | Carlos A. Mannucci |
| 1989-II (GA) | Juan Aurich        | UTC                  | Carlos A. Mannucci   | Libertad           |
| 1989-II (GB) | Alianza Atlético   | Atlético Torino      | Atlético Grau        | 15 de Septiembre   |
| 1990-I       | Deportivo Pacífico | UTC                  | Alianza Atlético     | Atlético Grau      |
| 1990-II      | Alianza Atlético   | ??                   | ??                   | ??                 |
| 1991-I       | Carlos A. Mannucci | Deportivo Pacífico   | UTC                  | Atlético Torino    |
| 1991-II      | Alianza Atlético   | Atlético Grau        | UTC                  | Deportivo Pacífico |

### Región Centro
| Temporada | Campeón             | Subcampeón          | Tercero            | Cuarto              |
| --------- | ------------------- | ------------------- | ------------------ | ------------------- |
| 1984      | ADT                 | Huancayo FC         | Defensor ANDA      | Deportivo Hospital  |
| 1985      | ADT                 | Huancayo FC         | Deportivo Cooptrip | Defensor ANDA       |
| 1986      | Deportivo Pucallpa  | ADT                 | Defensor ANDA      | Unión Minas         |
| 1987      | Deportivo Junín     | Unión Minas         | Deportivo Pucallpa | ADT                 |
| 1988      | Deportivo Junín     | Mina San Vicente    | Unión Minas        | León de Huánuco     |
| 1989-I    | Mina San Vicente    | Deportivo Junín     | Unión Minas        | León de Huánuco     |
| 1989-II   | Mina San Vicente    | Deportivo Junín     | Unión Minas        | León de Huánuco     |
| 1990-I    | Deportivo Junín     | Unión Huayllaspanca | León de Huánuco    | ADT                 |
| 1990-II   | ADT                 | ??                  | ??                 | ??                  |
| 1991-I    | Unión Huayllaspanca | León de Huánuco     | Unión Minas        | Alianza Huánuco     |
| 1991-II   | León de Huánuco     | Unión Minas         | ADT                | Unión Huayllaspanca |

### Región Oriente
| Temporada | Campeón            | Subcampeón     | Tercero        | Cuarto               |
| --------- | ------------------ | -------------- | -------------- | -------------------- |
| 1989-I    | Unión Tarapoto     | CNI            | Atlético Belén | San Martín de Porres |
| 1989-II   | CNI                | Unión Tarapoto | Atlético Belén | San Martín de Porres |
| 1990-I    | Deportivo Hospital | Unión Tarapoto | CNI            | Atlético Belén       |
| 1990-II   | Unión Tarapoto     | ??             | ??             | ??                   |
| 1991-I    | CNI                | ??             | ??             | ??                   |
| 1991-II   | CNI                | ??             | ??             | ??                   |

### Región Sur
| Temporada    | Campeón           | Subcampeón     | Tercero           | Cuarto              |
| ------------ | ----------------- | -------------- | ----------------- | ------------------- |
| 1984         | FBC Melgar        | Diablos Rojos  | Coronel Bolognesi | Alfonso Ugarte      |
| 1985         | Coronel Bolognesi | FBC Melgar     | Alfonso Ugarte    | Cienciano           |
| 1986         | FBC Melgar        | Cienciano      | Coronel Bolognesi | Alfonso Ugarte      |
| 1987         | Coronel Bolognesi | Alfonso Ugarte | Cienciano         | FBC Melgar          |
| 1988         | Cienciano         | FBC Melgar     | Coronel Bolognesi | Alfonso Ugarte      |
| 1989-I       | FBC Aurora        | FBC Melgar     | Cienciano         | Alfonso Ugarte      |
| 1989-II      | FBC Aurora        | Alfonso Ugarte | Cienciano         | Diablos Rojos       |
| 1990-I       | FBC Melgar        | FBC Aurora     | Diablos Rojos     | Alfonso Ugarte      |
| 1990-II (GA) | FBC Melgar        | FBC Aurora     | Coronel Bolognesi | Juvenil Los Ángeles |
| 1990-II (GB) | Cienciano         | Diablos Rojos  | Alfonso Ugarte    | –                   |
| 1991-I       | FBC Melgar        | Cienciano      | FBC Aurora        | Juvenil Los Ángeles |
| 1991-II      | FBC Melgar        | Cienciano      | FBC Aurora        | Diablos Rojos       |

## Campeones del Torneo Regional
| Temporada | Campeón                   | Subcampeón                | Tercero                   | Cuarto              |
| --------- | ------------------------- | ------------------------- | ------------------------- | ------------------- |
| 1985      | Universitario de Deportes | CNI                       | Alianza Lima              | Deportivo Municipal |
| 1986      | Deportivo San Agustín     | Alianza Lima              | UTC                       | Deportivo Municipal |
| 1987      | Universitario de Deportes | Unión Huaral              | Deportivo San Agustín     | Coronel Bolognesi   |
| 1988      | Universitario de Deportes | Unión Huaral              | Alianza Atlético          | Deportivo Junín     |
| 1989-I    | Sporting Cristal          | Alianza Atlético          | FBC Aurora                | Mina San Vicente    |
| 1989-II   | Unión Huaral              | Universitario de Deportes | Mina San Vicente          | CNI                 |
| 1990-I    | Sport Boys                | Universitario de Deportes | Unión Huaral              | FBC Melgar          |
| 1990-II   | Universitario de Deportes | Alianza Lima              | Sport Boys                | Alianza Atlético    |
| 1991-I    | Sporting Cristal          | Sport Boys                | Universitario de Deportes | FBC Melgar          |
| 1991-II   | Sporting Cristal          | Universitario de Deportes | Sport Boys                | Defensor Lima       |

## Campeones del Torneo Descentralizado
| Temporada | Campeón                   | Subcampeón                | Tercero                   | Cuarto           |
| --------- | ------------------------- | ------------------------- | ------------------------- | ---------------- |
| 1985      | Universitario de Deportes | UTC                       | Los Espartanos            | Alianza Lima     |
| 1986      | Alianza Lima              | Deportivo San Agustín     | Deportivo Municipal       | Sport Boys       |
| 1987      | Alianza Lima              | Unión Huaral              | Universitario de Deportes | Sporting Cristal |
| 1988      | Sporting Cristal          | Universitario de Deportes | Alianza Atlético          | Octavio Espinosa |

*El Descentralizado 1984 no fue un torneo aparte sino la fase final de la liga que jugaron los mejores de las fases regionales, ni en 1989, 1990 y 1991 donde jugaron los campeones de los regionales I y II.

## Campeones Nacionales
El título de campeón nacional es válido para el conteo de títulos de Primera División. El campeonato nacional fue durante estos años una definición jugada entre los ganadores del Torneo Regional y el Torneo Descentralizado (posteriormente Torneo Regional I vs Torneo Regional II). El ganar de dicha serie se proclamaba como campeón nacional. 
| Temporada | Campeón                   | Subcampeón                | Tercero                   | Cuarto           |
| --------- | ------------------------- | ------------------------- | ------------------------- | ---------------- |
| 1984      | Sport Boys                | Universitario de Deportes | FBC Melgar                | CNI              |
| 1985      | Universitario de Deportes | UTC                       | Los Espartanos            | Alianza Lima     |
| 1986      | Deportivo San Agustín     | Alianza Lima              | Deportivo Municipal       | Sport Boys       |
| 1987      | Universitario de Deportes | Alianza Lima              | Unión Huaral              | Sporting Cristal |
| 1988      | Sporting Cristal          | Universitario de Deportes | Alianza Atlético          | Octavio Espinosa |
| 1989      | Unión Huaral              | Sporting Cristal          | Universitario de Deportes | Alianza Atlético |
| 1990      | Universitario de Deportes | Sport Boys                | Alianza Lima              | Unión Huaral     |
| 1991      | Sporting Cristal          | Sport Boys                | Universitario de Deportes | FBC Melgar       |